# Cygnus equitum
Cygnus equitum (лебідь карликовий) — вимерлий вид гусеподібних птахів родини качкових (Anatidae). Птах був описаний у 1916 році за викопними рештками, знайденими на Мальті. Пізніше рештки цього виду були знайдені також на Сицилії.